# Múscul constrictor superior de la faringe
El múscul constrictor superior de la faringe (musculus constrictor pharyngis superior) és un dels tres músculs constrictors de la faringe; és el més prim i el que està més amunt. Té forma de quadrilàter i es divideix en quatre parts: pterigofaríngia, bucofaríngia, miolofaríngia i glossofaríngia. S'insereix en la part superior en el tubercle faringi.
- La part pterigofaríngia, en la vora posterior de la làmina medial de l'apòfisi pterigoidal.
- La part bucofaríngia, en el rafe pterigomandibular; en el vora anterior s'insereix el múscul buccinador.
- La part miolofaríngia, en la part posterior de la línia milohioidal de la mandíbula.
- La part glossofaríngia, en la musculatura intrínseca de la llengua.

Les fibres superiors passen per sota del múscul peristafilí intern i la trompa d'Eustaqui.
S'estén de davant cap enrere, ascendint cap a la línia mitjana, on es reuneix amb el seu homòleg oposat a través del rafe faringi. Entre el múscul constrictor superior de la faringe i el constrictor mig de la faringe es troba el hiat superior, pel qual discorren el nervi glossofaringi, el múscul estilofaríngia, i el lligament estilohioidal.

## Imatges

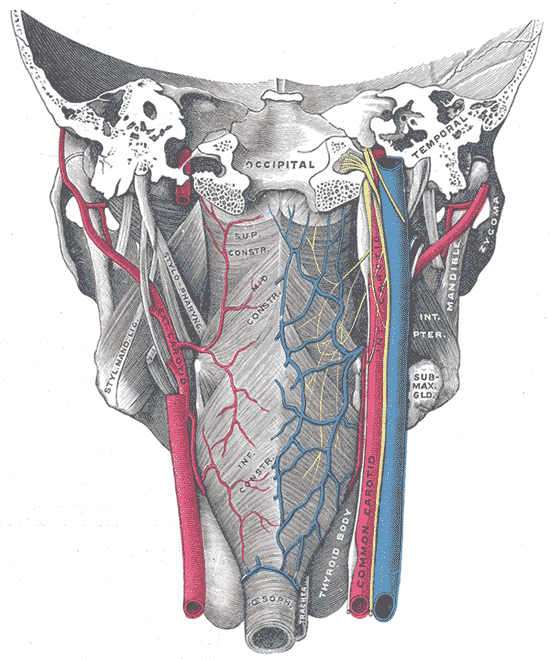
Els músculs de la faringe, vistos des del darrere, juntament amb els vasos i nervis associats.

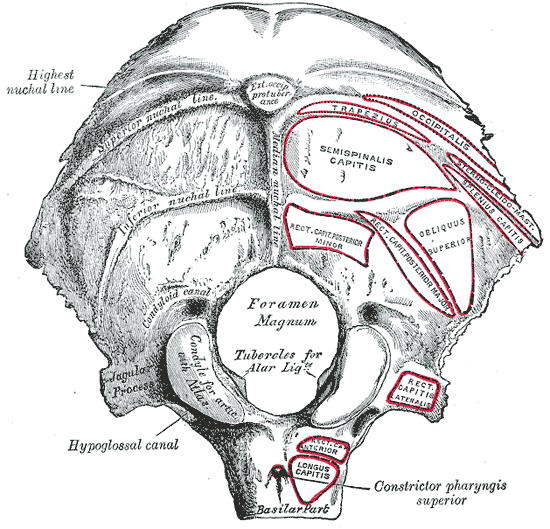
L'os occipital vist des de fora.
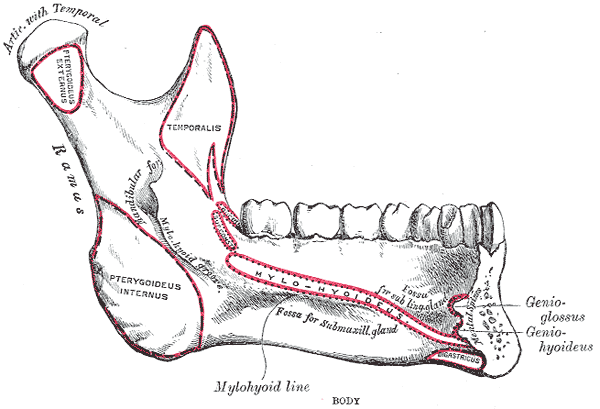
Superfície interna de la mandíbula; vista lateral.
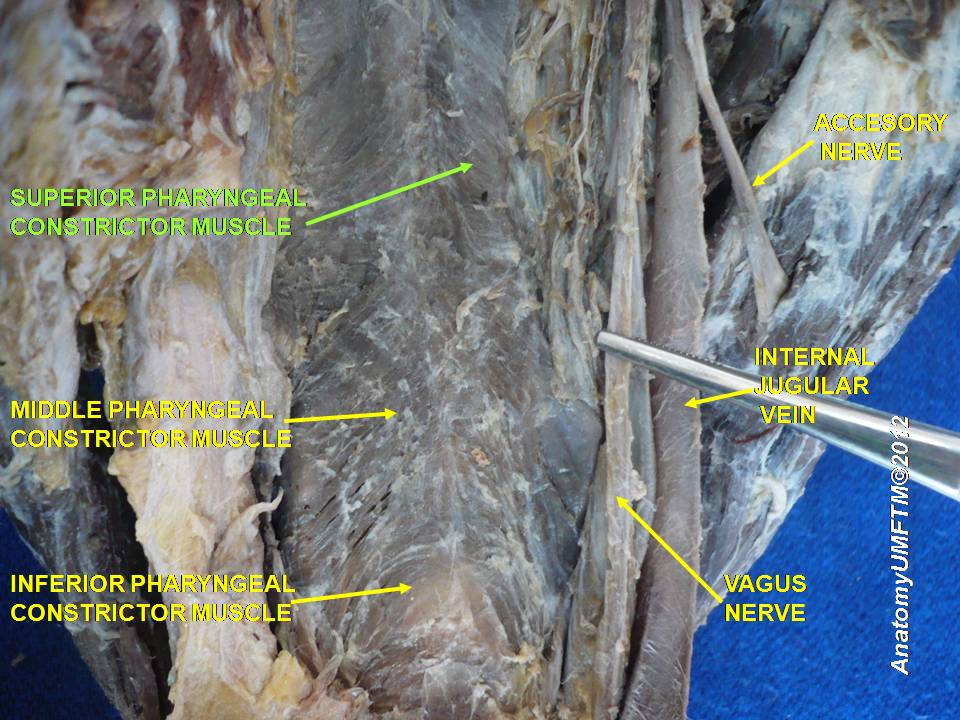
Dissecció amb el múscul constrictor superior de la faringe
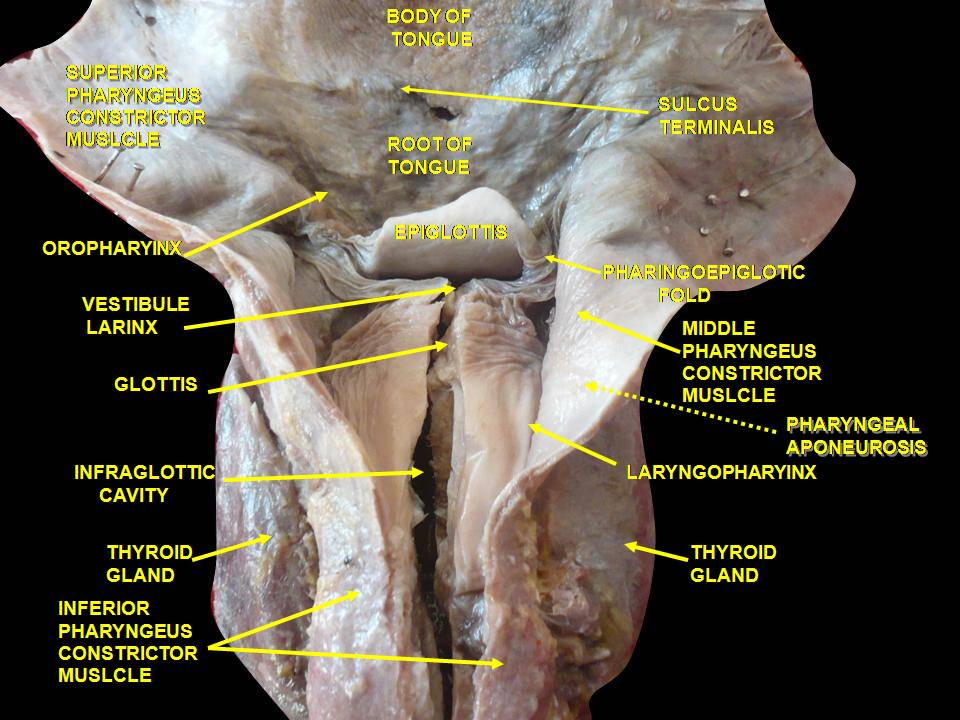
Dissecció profunda de la laringe, faringe i llengua (vista posterior)